# Брагерак
Брагерак (фр. Bragayrac) насеље је и општина у јужној Француској у региону Миди Пирене, у департману Горња Гарона која припада префектури Мире.
По подацима из 2011. године у општини је живело 284 становника, а густина насељености је износила 34,42 становника/km². Општина се простире на површини од 8,25 km². Налази се на средњој надморској висини од 272 метара (максималној 326 m, а минималној 204 m).

## Демографија
| 1962. | 1968. | 1975. | 1982. | 1990. | 1999. | 2011. |
| ----- | ----- | ----- | ----- | ----- | ----- | ----- |
| 112   | 128   | 191   | 200   | 197   | 249   | 284   |

График промене броја становника у току последњих година